# Grote Kerk (Debrecen)
De Grote Kerk van Debrecen is een groot kerkgebouw in de Hongaarse stad Debrecen. De kerk is gebouwd tussen 1805 en 1821, na het afbranden van de voorgaande kerk in 1802. De kerk is 55 m lang en circa 15 m breed. Zoals in veel protestante kerken is de binnenzijde wit geverfd. Het interieur is 21 meter hoog. Het aantal zitplaatsen bedraagt 3.000 en daarmee is de kerk een van de grootste van Hongarije, qua aantal zitplaatsen.
De kerk is eigendom van de Hongaarse Gereformeerde Kerk. Bij de kerk staat een monument dat in 1895 werd opgericht als herinnering aan de bevrijding door de Nederlandse admiraal Michiel de Ruyter van zesentwintig Hongaarse predikanten die als galeislaven in Napels te werk waren gesteld, omdat zij weigerden hun gereformeerde geloofsovertuiging op te geven.

## Afbeeldingen

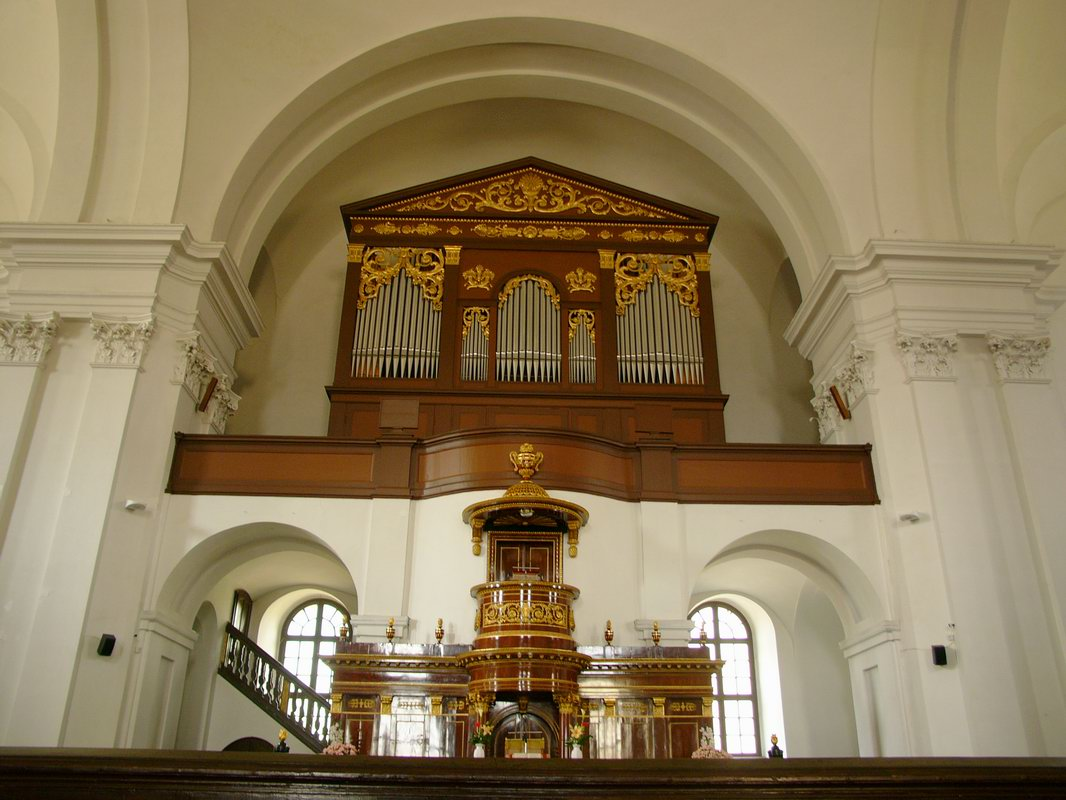
Het orgel van de kerk.
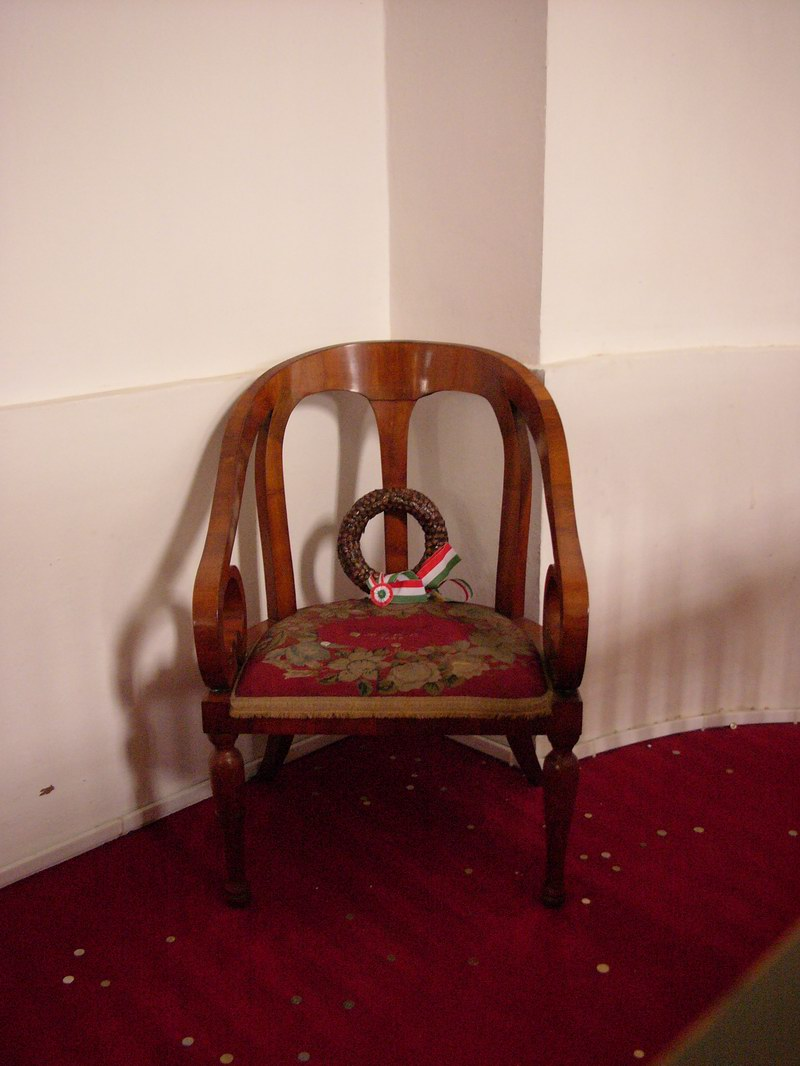
Stoel
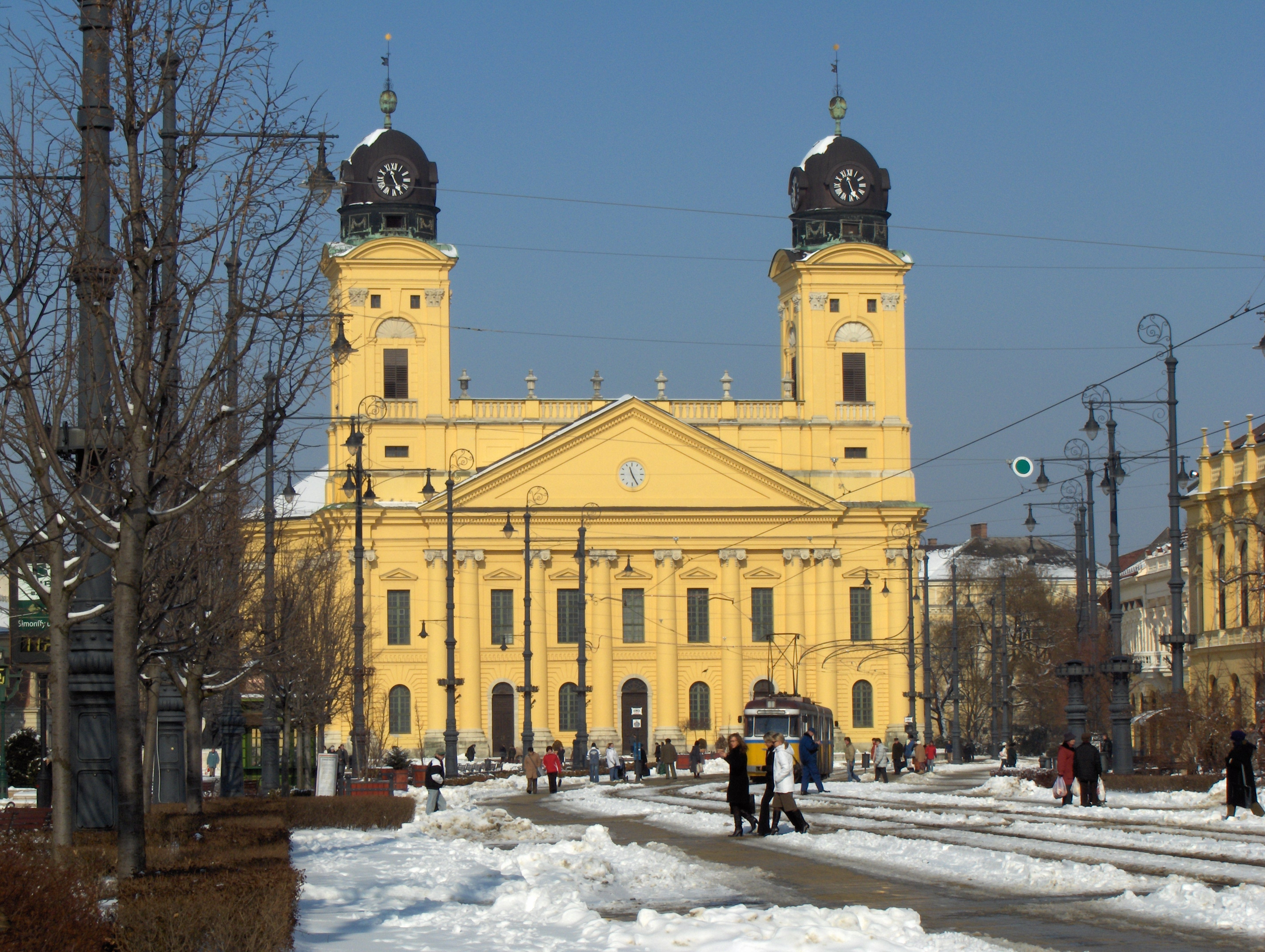
De kerk in de winter
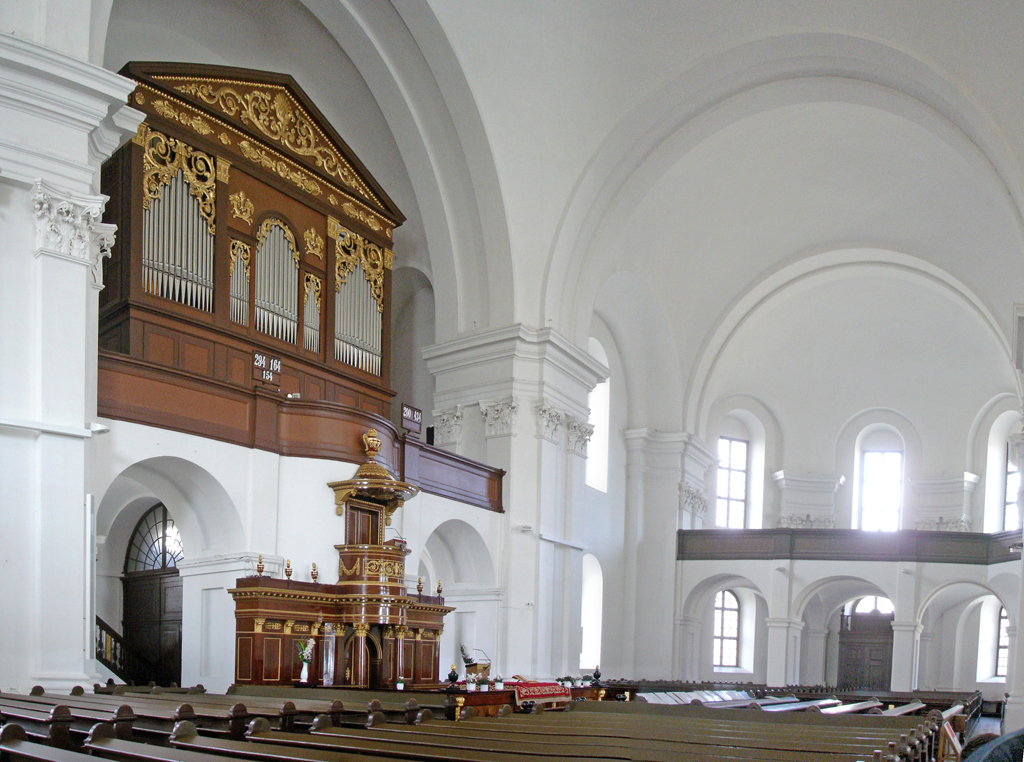
Het interieur. Hierbij is het grote aantal zitplaatsen goed zichtbaar.